# Звери в яме
«Звери в яме» — русская народная сказка, записанная фольклористом А. Н. Афанасьевым. Варианты сказки имеют номера 29—30 в первом томе его сборника «Народные русские сказки». Сказка под номером 30 записана в Воронежском уезде одноимённой губернии.
Печаталась в сборниках русских сказок, выпускалась также отдельной книгой и в виде аудиосказок.

## Сюжет
У живших в деревне старика со старухой из хозяйства был один боров.
Пошёл он однажды в лес жёлуди есть. Пока боров шёл к дубу, навстречу ему попались: волк, медведь, заяц и лисица, которые хотели тоже идти с боровом, но не перепрыгнули через яму, им показанную и все четверо оказались в этой яме.
Задумались звери — как им в яме питаться. Решили бросать жребий — кого первым съесть. Первым стал заяц, за ним последовал волк. Рыжая схитрила и припрятала немного волчьего мяса — потихоньку его доставала и ела. На вопрос медведя: откуда у неё мясо, она сказала, что достаёт его из-под своего ребра. Медведь поступил по её совету и умер.
Лисица осталась одна, но пришло время и она стала голодать. А над ямой стояло дерево, на котором дрозд начал вить гнездо. Дрозд под угрозой лисы, что она съест его птенцов, приносил лисе из деревни еду и воду. Затем по её же просьбе птица накидала в яму веток и палок — лисица вылезла и легла под деревом отдыхать. И захотелось лисе, чтобы дрозд ещё рассмешил её. Тогда пригласил дрозд лису в село к одному богатому хозяину, где лисица легла под воротами в ожидании развлечения. Но выскочившие собаки разорвали ушлую лисицу.

## В культуре
Театральную постановку для взрослых «Звери в яме» по мотивам сказки осуществил художественный руководитель Московского молодёжного театра Вячеслав Спесивцев.